# Najlepszy Młody Zawodnik Ligi Mistrzów FIBA

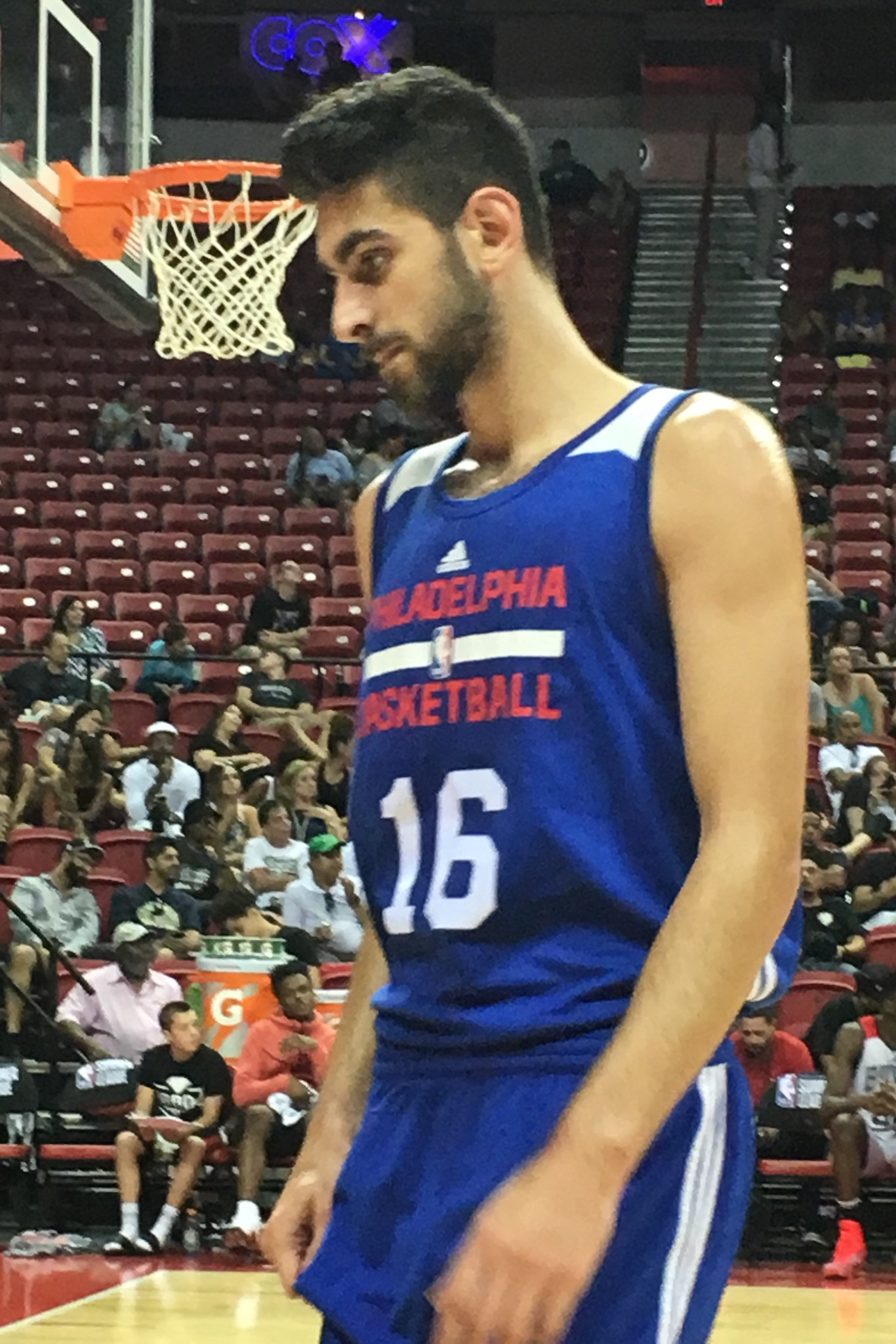
Furkan Korkmaz został laureatem pierwszej nagrody

Najlepszy Młody Zawodnik Ligi Mistrzów FIBA – nagroda przyznawana co sezon najlepszemu młodemu zawodnikowi (do lat 22) sezonu regularnego koszykarskiej Ligi Mistrzów prowadzonej przez organizację FIBA. Liga reprezentuje trzeci poziom międzynarodowych rozgrywek koszykarskich w Europie. Nagroda jest przyznawana od sezonu 2016/2017. 
Najlepszy młody zawodnik rozgrywek jest wyłaniany poprzez głosowanie fanów online, przedstawicieli mediów oraz trenerów drużyn biorących udział w rozgrywkach. Wyniki głosowania każdej w wymienionych grup stanowią 1/3 wyniku końcowego.

## Laureaci
| Sezon     | Zawodnik           | Pozycja           | Nar.      | Klub                         | Przypisy |
| --------- | ------------------ | ----------------- | --------- | ---------------------------- | -------- |
| 2016–2017 | Furkan Korkmaz     | niski skrzydłowy  | Turcja    | Banvit                       | [ 1 ]    |
| 2017–2018 | Arnoldas Kulboka   | niski skrzydłowy  | Litwa     | SikeliArchivi Capo d'Orlando |          |
| 2018–2019 | Tamir Blatt        | rozgrywający      | Izrael    | Hapoel Jerozolima            | [ 2 ]    |
| 2019–20   | Carlos Alocén      | rozgrywający      | Hiszpania | Saragossa                    | [ 3 ]    |
| 2020–21   | Yoan Makoundou     | skrzydłowy        | Francja   | Cholet                       | [ 4 ]    |
| 2021–22   | Giordano Bortolani | rzucający obrońca | Włochy    | NutriBullet Treviso          | [ 5 ]    |